# 弗拉格角
64°49′S 63°31′W / 64.817°S 63.517°W
弗拉格角（英語：Flag Point）是南極洲的海岬，位於帕默群島的溫克島，處於達莫角東南面0.6公里，由讓-巴蒂斯特·夏古率領的法國探險隊發現，現時由南極條約體系管理。